# Critone (filosofo)
Critone del demo di Alopece (in greco antico: Κρίτων?, Kríton; V secolo a.C. – IV secolo a.C.) è stato un filosofo greco antico.

## Biografia
Discepolo di Socrate più per affetto che per comprensione reale della sua dottrina è il personaggio protagonista dell'omonimo dialogo platonico dove si descrivono i suoi tentativi di far evadere dal carcere il maestro prospettandogli la derisione popolare e l'accusa ai suoi amici di non averlo aiutato a fuggire. Ma Socrate riporta Critone alla ragione: l'opinione che vale è quella di chi sa, di chi è saggio, non del popolo, che non riesce a carpire la Verità che è quella di accettare la condanna  poiché «è meglio subire ingiustizia piuttosto che farla». Egli non vuole violare quella legge che ora pur ingiustamente lo condanna a morte ma che egli aveva prima esaminato e accettato di rispettare.
Nel Fedone Critone si preoccupa invece di organizzare le esequie e di soddisfare le ultime volontà del maestro che affettuosamente lo prende in giro per i suoi materiali affanni.
Diogene Laerzio elenca i titoli di 17 dialoghi filosofici che avrebbe composto Critone.